# 马特·迪金
马特·迪金（英語：Matt Deakin，1980年5月20日—），美国男子赛艇运动员。他曾代表美国参加2004年夏季奥林匹克运动会赛艇比赛，获得男子八人单桨有舵手金牌。